# Арабский период истории Палестины

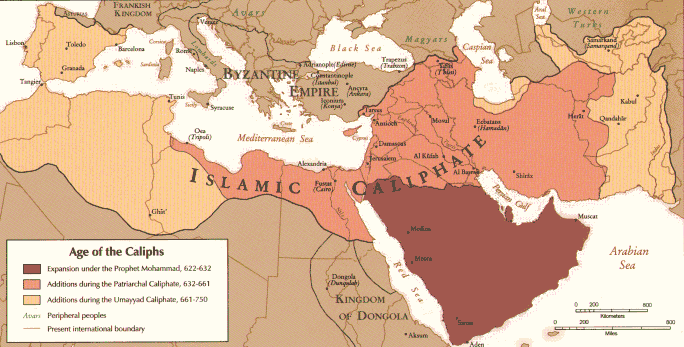
Эпоха Халифата

Арабский период истории Палестины — история Палестины в период с 640 по 1099 год.

## История
В 638 году арабы во главе с халифом Умаром взяли Иерусалим. К 640 году вся Палестина была завоёвана арабами и включена в состав Арабского халифата.

## Внутреннее положение
С распространением ислама праведные халифы приходили к выводу, что отношения их к новым подданным должны быть урегулированы на основе законности. Уже Умар, второй халиф после пророка Мухаммеда, вступил на этот путь. К язычеству не было снисхождения, но христиане и иудеи как обладатели священных писаний были оставлены в покое с обязательством платить подушную подать. Из государственной службы они были исключены, пропаганда их религии воспрещена. Несмотря на эти ограничения, жившие в Палестине евреи чувствовали себя под властью халифов в большей безопасности, чем под властью своих прежних владык.
При династии Аббасидов в Палестине стала распространяться система икта, усилилась эксплуатация крестьян, происходила арабизация и исламизация населения, ухудшалось правовое положение христиан. Это явилось причиной ряда народных восстаний, в том числе восстания 842 года под предводительством Абу Харбы. После распада Аббасидского халифата Палестина последовательно переходила под власть египетских династий Тулунидов, Ихшидидов и, наконец, Фатимидов.

### Экономика
В IX—XI веках Палестина переживала экономический подъём. Обрабатывались большие сельскохозяйственные площади. Иерусалим, являвшийся религиозным центром иудаизма, христианства и ислама, в XI веке насчитывал около 40 тысяч человек. Прибрежные города Акка, Аскалон, Газа и Кесария вели оживленную торговлю.

## Крестоносцы
В 1099 году Палестина в результате Первого крестового похода была захвачена крестоносцами и стала частью Иерусалимского королевства.